# Systém základnových stanic
Systém základnových stanic (anglicky Base Station S(ubs)ystem, BSS) je část sítě GSM, která je zodpovědná za přenos a příjem radiových signálů z mobilního telefonu. Systém základnových stanic provádí překódování hovorových kanálů, přidělování radiových kanálů mobilním telefonům, paging a mnoho dalších úkolů patřících k radiové síti.

## Základnová stanice

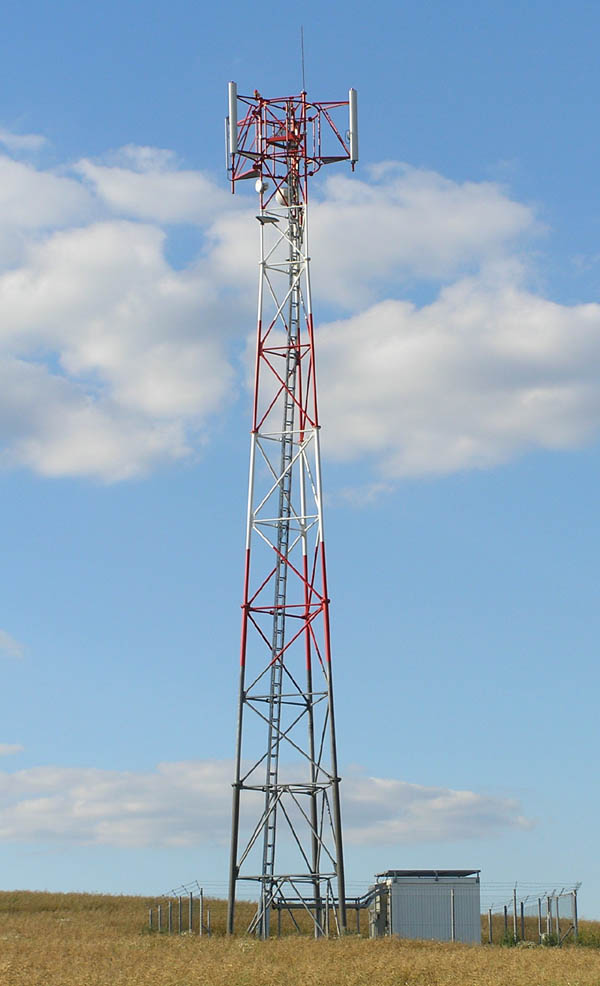
Základnová stanice – BTS (Vodafone, Šlovice, Plzeň-jih)

Základnová stanice (Base Transceiver Station - BTS, v odborném slangu bétéeska) je jedna nebo více sad vysílače a přijímače (anglicky transceiver) radiových signálů. Při použití jedné frekvence pro vysílání a jedné pro příjem je kapacita 8 timeslotů odpovídajících osmi hlasovým kanálům. Základnová stanice pro systém UMTS se nazývá Node B.

### Buňky podle velikosti
Buňky se rozdělují na několik poddruhů:
- Makrocell – tzv. makrobuňka je klasickým příkladem standardní základnové stanice používané ve venkovských oblastech pro pokrytí většího území.
- Mikrocell – tzv. mikrobuňka je vysílač mnohem menší jak rozměrově, tak svým dosahem – typicky do 2 km. Mikrobuňky se používají na vykrytí hustěji osídlených míst.
- Umbrella cell – deštníková buňka je kombinací předchozích dvou typů.
- Nanocell – nanobuňky mají velikost řádu sta metrů. Používají se pro místa s velkou koncentrací uživatelů nebo s problematickým šířením signálu (vnitřek budov, metro).

### Dosah
Při použití všesměrové antény je základnová stanice ve středu buňky, dosah se udává 27 km.[zdroj?]

### Sektorizace
Základnovou stanici je možné sektorizovat použitím směrových antén, které vyzařují do „jednoho“ směru (vyzařovací úhel např. úhel 120°). Díky tomu je z jednoho stožáru obsluhováno několik buněk používajících různé frekvence. Tím se zvýší kapacita základnové stanice a poněkud i dosah – u GSM až na 35 km[zdroj?] – aniž by se zvyšovalo rušení sousedních buněk (v každém směru se šíří jen malý počet frekvencí).

## Ovladač základnové stanice
Ovladač základnové stanice[zdroj⁠?!] (v GSM se jedná o Base Station Controller - BSC, v UMTS je to Radio Network Controller - RNC) se stará o inteligenci BTS. Obvykle BSC ovládá 10 až 100 BTS. BSC se stará o alokaci radiových kanálů, přijímá měření z mobilních telefonů a ovládá předávání mezi BTS. Klíčová funkce BSC je fungovat jako koncentrátor, když se více nízkokapacitních spojení na BTSky (s relativně malým využitím) zredukuje na menší počet spojení na MSC (Mobile Switching Center, radiotelefonní neboli mobilní ústředna) s velkým vytížením. To celkově znamená že síť je strukturovaná tak, aby měla hodně BSC rozmístěných do oblastí poblíž jejich BTSek které jsou potom napojeny do větších centralizovaných MSC míst.

## Jednotka řízení paketů
Jednotka řízení paketů (anglicky Packet control unit, PCU) je rozšíření standardu GSM pro GPRS. Má podobnou úlohu jako BSC, ale pro paketová data. Přidělování kanálů pro telefonní hovory a datovou komunikaci řídí základnová stanice, ale jakmile je kanál přidělen PCU, PCU jeho řízení zcela přebírá.
PCU může být součástí základnové stanice nebo BSC. Existují i návrhy, ve kterých je PCU umístěno u SGSN. Ve většině případů je však PCU zvláštní uzel, který komunikuje na rádiové straně s BSC a na rozhraní Gb se SGSN.